# مایکل ماندلبوم
مایکل ماندلبوم (انگلیسی: Michael Mandelbaum؛ – متولد ۱۹۴۶) استاد دانشگاه و مدیر مرکز سیاست خارجی آمریکا در دانشگاه جانز هاپکینز، دانشکدهٔ مطالعات عالی بین‌المللی است. او نویسندهٔ کتاب‌هایی در زمینهٔ سیاست خارجی آمریکاست. او مدرک دکترای علوم سیاسی را از دانشگاه هاروارد دریافت کرد و همچنین در دانشگاه ییل و کالج کینگ به تحصیل پرداخته است.
ماندلبوم از جمله نظریه‌پردازان جدید متعلق به مکتب لیبرال در روابط بین‌الملل است و در حمایت از نظریهٔ صلح دموکراتیک آثاری نوشته است. او در کتابی با عنوان «عروج و سقوط صلح در زمین» به بیست و پنج سال پس از ۱۹۸۹ به عنوان دوران طلایی صلح در تاریخ معاصر اشاره می‌کند که در طول آن اگر چه پدیدهٔ جنگ به کلی از بین نرفت اما گستره و عمق جنگ‌ها بسیار کمتر از پیش بودند. به عقیدهٔ ماندلبوم پایان این دوران طلایی با ظهور پوتین در روسیه، شی جین پینگ در چین و حکومت شیعی در ایران و سیاست‌های ملی‌گرایانهٔ آن‌ها در منطقهٔ خود گره خورده است.